# Raczyce (Jawor)
Pour les articles homonymes, voir Raczyce.
Raczyce est une localité polonaise de la gmina de Męcinka, située dans le powiat de Jawor en voïvodie de Basse-Silésie.